# Orthoretrovirinae
Orthoretrovirinae — підродина вірусів родини ретровірусів (Retroviridae). Це віруси з оболонкою, які реплікуються в клітині-господарі через процес зворотної транскрипції. Найвідомішим представником родини є вірус імунодефіциту людини (ВІЛ). Orthoretrovirinae викликають різні пухлини, злоякісні новоутворення та імунодефіцитні захворювання у людини, інших ссавців та птахів. Проте, деякі Orthoretrovirinae не викликають жодних патогенних відхилень у своїх господарів.